# Leucauge ditissima
Leucauge ditissima este o specie de păianjeni din genul Leucauge, familia Tetragnathidae. A fost descrisă pentru prima dată de Thorell, 1887. Conform Catalogue of Life specia Leucauge ditissima nu are subspecii cunoscute.